# Avis (freguesia)
Avis es una freguesia portuguesa del concelho de Avis, con 92,09 km² de superficie y 1950 habitantes (2001). Su densidad de población es de 21,2 hab/km².